# Hendrick Joosten Speuy
Hendrick Joosten Speuy (anche Hendrik o Henderick e Joostenz) (Brielle, 1575 – Dordrecht, 1º ottobre 1625) è stato un compositore e organista olandese.
Speuy fu un contemporaneo di Jan Pieterszoon Sweelinck. Dal 1595 fu l'organista della chiesa grande e della chiesa di sant'Agostino di Dordrecht. Nel 1610 compose un'intavolatura per il salterio ginevrino per organo, che costituisce la prima opera stampata in Olanda per strumenti a tastiera.
Il tema di un suo "Corale improvvisato" è ripreso dalla musica liturgica contemporanea.